# الدوري الفلسطيني الممتاز 1946
الدوري الفلسطيني الممتاز 1946 هو حدث رياضيّ نظمه الاتحاد الآسيوي لكرة القدم في فلسطين في عام 1946.
كانت ببطولة الدوري الفلسطيني الممتاز لكرة القدم هي النسخة الثانية من دوري الدرجة الأولى لكرة القدم في نظام الدوري العربي الفلسطيني لكرة القدم، والتي نظمها الاتحاد الآسيوي لكرة القدم. ضمت البطولة 25 ناديًا في افتتاح الدوري، وتوج بلقب البطولة فريق نادي الشباب العرب حيفا بعد فوزه على فريق النادي الإسلامي يافا بنتيجة 3/1، ثُمّ فوزه في المباراة النهائية على فريق النادي الدجاني بطل منطقة القدس بنتيجة 2/1 ليحرز بذلك لقبه الأول.

## جدول الدوري
| رتبة | فريق                   | محافظة | نقاط | ملحوظات |
| ---- | ---------------------- | ------ | ---- | ------- |
| 1    | نادي الشباب العرب حيفا | حيفا   |      | البطولة |
| 2    | النادي الإسلامي يافا   | يافا   |      | الوصافة |